# Josef Šutara
Josef Šutara (* 18. Oktober 1943) ist ein tschechischer Mykologe aus Teplice. Sein offizielles Autorenkürzel lautet „Šutara“.

## Leben und Wirken
Šutara begann 1968 mit dem Studium der Mykologie als Amateur. In den letzten 35 Jahren (Stand 4/2012) widmete er sich vorwiegend der Anatomie und Taxonomie einiger Gruppen der Boletales, darunter z. B. die Familien Boletaceae, Suillaceae, Gyroporaceae, Paxillaceae und Holzkremplingsverwandte (Tapinellaceae).

## Schriften (Auswahl)

### Bücher
- mit Michal Mikšík und Václav Janda: Hřibovité houby. čeleď Boletaceae a rody Gyrodon, Gyroporus, Boletinus a Suillus. Academia, Prag 2009, ISBN 978-80-200-1717-8 (tschechisch, 294 S.).[1]

### Einzelpublikationen
| - Nomenclatural problems concerning the generic name Krombholziella R. Maire. In: Ceská Mykologie. Band 36(2). Czech Scientific Society for Mycology, 1982, S. 77–84. betreffende Taxa in dieser Arbeit: Krombholziella albella, Krombholziella americana, Krombholziella arenicola, Krombholziella areolata, Krombholziella atrostipitata, Krombholziella chalybaea, Krombholziella cinnamomea, Krombholziella coffeata, Krombholziella extremiorientalis, Krombholziella fibrillosa, Krombholziella flavostipitata, Krombholziella holopus, Krombholziella insignis, Krombholziella melanea, Krombholziella nigrescens, Krombholziella obscura, Krombholziella olivaceopallida, Krombholziella oxydabilis, Krombholziella pallidistipes, Krombholziella pellstoniana, Krombholziella percandida, Krombholziella piceina, Krombholziella ponderosa, Krombholziella potteri, Krombholziella pseudoscabra, Krombholziella quercina, Krombholziella rimulosa, Krombholziella roseofracta, Krombholziella roseotincta, Krombholziella rotundifoliae, Krombholziella rufescens, Krombholziella rugosiceps, Krombholziella salicola, Krombholziella snellii, Krombholziella subatrata, Krombholziella subleucophaea, Krombholziella subrobusta, Krombholziella subtestacea, Krombholziella variabilis, Krombholziella variicolor, Krombholziella variobrunnea, Krombholziella vulpina - Leccinum and the question of superfluous names (Fungi: Boletaceae). In: Taxon. Band 34, 1985, S. 678–686. - Mariaella, a new boletaceous genus. In: Ceská Mykologie. Band 41(2). Czech Scientific Society for Mycology, 1987, S. 73–84. betreffende Taxa in dieser Arbeit: Mariaella und Mariaella bovina - The limit between the genera Boletinus and Suillus. In: Ceská Mykologie. Band 41(3). Czech Scientific Society for Mycology, 1987, S. 139–152. - The delimitation of the genus Leccinum. In: Ceská Mykologie. Band 43(1). Czech Scientific Society for Mycology, 1989, S. 1–12. betreffende Taxa in dieser Arbeit: Leccinum depilatum, Leccinum fragrans, Leccinum luteoporum, Leccinum niveum, Leccinum pseudoscabrum und Leccinum rufescens - Pseudoboletus, a new genus of Boletales. In: Ceská Mykologie. Band 45(1-2). Czech Scientific Society for Mycology, 1991, S. 1–9. betreffende Taxa in dieser Arbeit: Pseudoboletus und Pseudoboletus parasiticus - The genera Paxillus and Tapinella in Central Europe. In: Ceská Mykologie. Band 46(1-2). Czech Scientific Society for Mycology, 1992, S. 50–56. betreffende Taxa in dieser Arbeit: Tapinella atrotomentosa und Tapinella panuoides f. ionipes - Paxillus albidulus, a new species of the family Paxillaceae. In: Ceská Mykologie. Band 45(4). Czech Scientific Society for Mycology, 1992, S. 129–133. betreffendes Taxon in dieser Arbeit: Paxillus albidulus - Boletus hypochryseus, a new bolete from the Boletus piperatus group. In: Ceská Mykologie. Band 46(3-4). Czech Scientific Society for Mycology, 1993, S. 203–208. betreffendes Taxon in dieser Arbeit: Boletus hypochryseus - Central European genera of the Boletaceae and Suillaceae, with notes on their anatomical characters. In: Czech Mycology. Band 57(1-2). Czech Scientific Society for Mycology, 2005, S. 1–50. betreffendes Taxon in dieser Arbeit: Pseudoboletus astraeicola - mit P. Spinar: Boletus kluzakii, a new species related to Boletus radicans. In: Ceská Mykologie. Band 58(1-2). Czech Scientific Society for Mycology, 2006, S. 31–42. betreffendes Taxon in dieser Arbeit: Boletus kluzakii - mit E. Skála: Boletus marekii, a new species with truncate spores from the Boletus chrysenteron group. In: Ceská Mykologie. Band 59(1). Czech Scientific Society for Mycology, 2007, S. 11–24. betreffende Taxa in dieser Arbeit: Boletus fennicus und Boletus marekii - Xerocomus s. l. in the light of the present state of knowledge. In: Czech Mycology. Band 60(1). Czech Scientific Society for Mycology, 2008, S. 29–62 (cuni.cz [PDF; 860 kB]). betreffende Taxa in dieser Arbeit: Hemileccinum, Hemileccinum depilatum, Hemileccinum impolitum, Xerocomellus, Xerocomellus armeniacus, Xerocomellus chrysenteron, Xerocomellus engelii, Xerocomellus fennicus, Xerocomellus marekii, Xerocomellus porosporus, Xerocomellus pruinatus, Xerocomellus ripariellus, Xerocomellus rubellus und Xerocomus subtomentosus var. luteolus - mit M. Miksik und V. Janda: Hribovité Houby. 2009, S. 1–296. betreffende Taxa in dieser Arbeit: Boletus legaliae f. spinarii, Boletus luridiformis var. rubropileus, Leccinum holopus f. aerugineum, Leccinum scabrum var. roseofractum, Suillus aeruginascens var. brunneus, Xerocomellus armeniacus var. luteolus |